# Dipsacaster magnificus
Dipsacaster magnificus är en sjöstjärneart som först beskrevs av Hubert Lyman Clark 1916.  Dipsacaster magnificus ingår i släktet Dipsacaster och familjen kamsjöstjärnor.
Artens utbredningsområde är havet kring Nya Zeeland. Inga underarter finns listade i Catalogue of Life.